# Boulangeriet
Het mineraal boulangeriet is een lood-antimoon-sulfide met de chemische formule Pb5Sb4S11. Het vormt metaalachtige grijze monokliene kristallen. Soms hebben de kristallen een fijne, pluimachtige vorm; in dit geval wordt het mineraal ook plumosiet genoemd.

## Eigenschappen
Het opaak staalgrijze, blauwgrijze of grijze boulangeriet heeft een metallische glans, een roodbruine streepkleur en de splijting van het mineraal is onduidelijk volgens de kristalvlakken [001] en [010]. Het kristalstelsel is orthorombisch. Boulangeriet heeft een gemiddelde dichtheid van 6, de hardheid is 2,5 en het mineraal is niet radioactief.

## Naam
Het mineraal boulangeriet is genoemd naar de Franse mijnbouw-ingenieur C. L. Boulanger (1810 - 1849). Soms wordt het mineraal mullaniet genoemd. Deze naam is afgeleid van een nieuwe vindplaats vlak bij Mullan, Idaho, Verenigde Staten.

## Voorkomen
Boulangeriet is een mineraal dat gevormd wordt in hydrothermale aders van lage tot gemiddelde temperatuur. De typelocatie van boulangeriet is Molières, Gard, Occitanie, Frankrijk. Het mineraal wordt verder gevonden in de Noche Buena-mijn in Zacatecas, Mexico.